# Jin Xizong
Jin Xizong (金熙宗; Jīn Xīzōng), född 1119, död 1149, personnamn Wanyan Dan (完顏亶; Wányán Dǎn), var den tredje kejsaren av den jurchenledda Jindynastin i norra Kina. Jin Xizong regerade 1135 till 1149.
Efter en manipulerad succession kom Wanyan Dan till makten som femtonåring och kommer att bli känd som kejsare Xizong.
Under kejsare Xirongs styre flyttades landets huvudstad till Bianjing (汴京) (dagens Kaifeng) och traditionell kinesisk byrokrati och administration infördes. 1140 skrev kejsare Xizong ett avtal med Songdynastin att Huaifloden skulle representera gränsen mellan nationerna.
Det var under kejsare Xizongs styre som Jindynastin började uppföra gränsdiken och försvarsvallar som skydd mot mongolerna. Dessa försvarsanläggningar beskrivs ofta som en del av Kinesiska muren.
Mot slutet av sin tid som regent blev han känd som en alkoholiserad tyrann och mördades år 1149 av hovet under ledning av hans kusin Wanyan Liang (完顏亮).  Wanyan Liang tog sedan makten som Jin Hailingwang.

## Regeringsperioder
- Tianhui (天會) 1123–1137[5]
- Tianjuan (天眷) 1138–1140[5]
- Huangtong (皇統) 1141–1148[5]